# Пястовский канал
Пястовский канал (пол. Kanał Piastowski) — судоходный канал, соединяющий Щецинский залив с Балтийским морем (точнее, с рекой Свина). Длина — 8 км, глубина — 11 м.

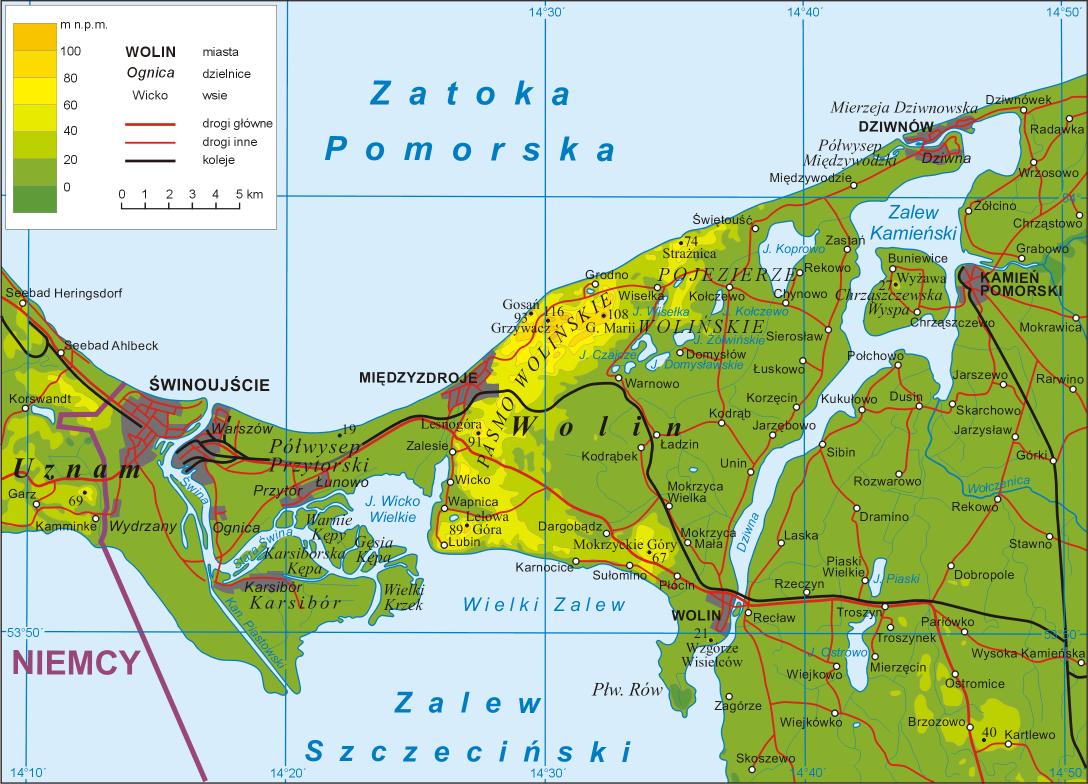
Пястовский канал идёт от изгиба Свины южнее Свиноуйсьце на юго-восток до Щецинского залива

Канал был прорыт в 1875—1880 годы во времена Германской империи, и в честь правившего тогда кайзера Вильгельма I назван «Императорский путь» (нем. Kaiserfahrt). Канал обошёлся в сумму в 3,5 млн марок. В 1893—1900 годах канал был углублён на 7 метров, берега укреплены на всём протяжении..
Канал обошёл восточную часть Свины, трудную для навигации крупными судами, и сделал для морских судов возможным проходить вплоть до Штеттина, что привело к росту этого города, но к упадку Свинемюнде как морского порта (благодаря постройке в 1875 году железной дороги, связавшей Свинемюнде с Берлином, город стал развиваться как морской курорт).
Канал отделил восточную часть острова Узедом, в результате чего образовался новый остров Казебург (названный по крупнейшей деревне).
После 1945 года эти земли были переданы Польше, и названия были с немецких заменены на польские; в частности, канал был переименован в честь польской королевской династии Пястов.
В 2002—2004 годах была проведена масштабная реконструкция канала.